# I Was too Young to Hear Silence
I Was too Young to Hear Silence ist ein Musikalbum von Patrick Shiroishi. Die wohl 2023 in einem Parkhaus in Monterey Park, Los Angeles County entstandenen Aufnahmen erschienen am 10. November 2023 auf dem Label American Dreams.

## Hintergrund
Bei seinem Solo-Album I Was too Young to Hear Silence arbeitete Patrick Shiroishi mit dem Raum, den ihm monumentale Architektur bietet, notierte James Gui. Und während Musiker seit langem die höhlenartige Akustik von Kathedralen und Kirchen nutzen, um [klanglich] eine gewisse Grandiosität zu vermitteln, trat Shiroishi hier „in einem Schrein des L.A.-Kults um das persönliche Fahrzeug auf: einem Parkhaus“. Das in einem einzigen Take aufgenommene Album erkundet den klanglichen Raum und steckt improvisierte Interaktionen zwischen Stille, Performance und Resonanz ab. Es entstand kurz nach Mitternacht in einem höhlenartigen Parkhaus unterhalb eines Hot-Pot-Restaurants in Monterey Park.
Shiroishi betritt das ausgetretene Terrain der japanischen Philosophie und bezieht sich bei der Erörterung des Albums in den Liner Notes auf das Konzept von 間 („ma“ oder negativer Raum). Beim Eröffnungstitel „Stand Still Like a Hummingbird“ lassen die Zwischenräume zwischen den Tönen Raum für eine dichte, hallende Atmosphäre, die seine spärlichen Staccato-Saxophon-Anklänge stören und die Töne wie Staub absetzen. Andere Tracks sind vollgestopft mit schnellen Läufen („I Almost Said“) oder sanften, melodischen Figuren („If Only Heaven Would Give Me Another Ten Years“). Shiroishi erforscht, wie unterschiedliche Saxophon-Klangfarben (und sogar knackiges Glockenspiel in „How Will We Get Back to Life Again?“) mit den Betonwänden um ihn herum interagieren und von sanften über angespannte bis hin zu geflüsterten Tönen wechseln. Der Effekt ist gleichzeitig minimalistisch und abstrakt. „Der Titel [des Albums] bezieht sich irgendwie auf die Zeit, als ich jünger war“ … „Ich habe den ganzen Raum mit so vielen Tönen und so lauter Lautstärke gefüllt, wie ich konnte“, teilte er in einer Pressemitteilung mit. „Ich sage nicht, dass es eine falsche Spielweise gibt, aber ich war nach einer Weile verwirrt darüber, was ich sagen wollte.“
Zum Album erschien eine Singleauskopplung „If Only Heaven Would Give Me Another Ten Years“; hierzu veröffentlichte Jordan Reyes ein in Sardinien gedrehtes Video.

## Titelliste
- Patrick Shiroishi: I Was too Young to Hear Silence (American Dreams)

1. Stand Still Like a Hummingbird 3:52
2. I Almost Said 3:15
3. The Soil That Things Grew from 2:11
4. Tule Lake Blues 6:55
5. How Will We Get Back to Life Again? 3:43
6. Rain, After Running Away 5:05
7. Is It Possible to Send Promises Backwards? 5:20
8. Hunting the Eye of His Own Storm 5:13
9. If Only Heaven Would Give Me Another Ten Years 4:06

Die Kompositionen stammen von Patrick Shiroishi.

## Rezeption

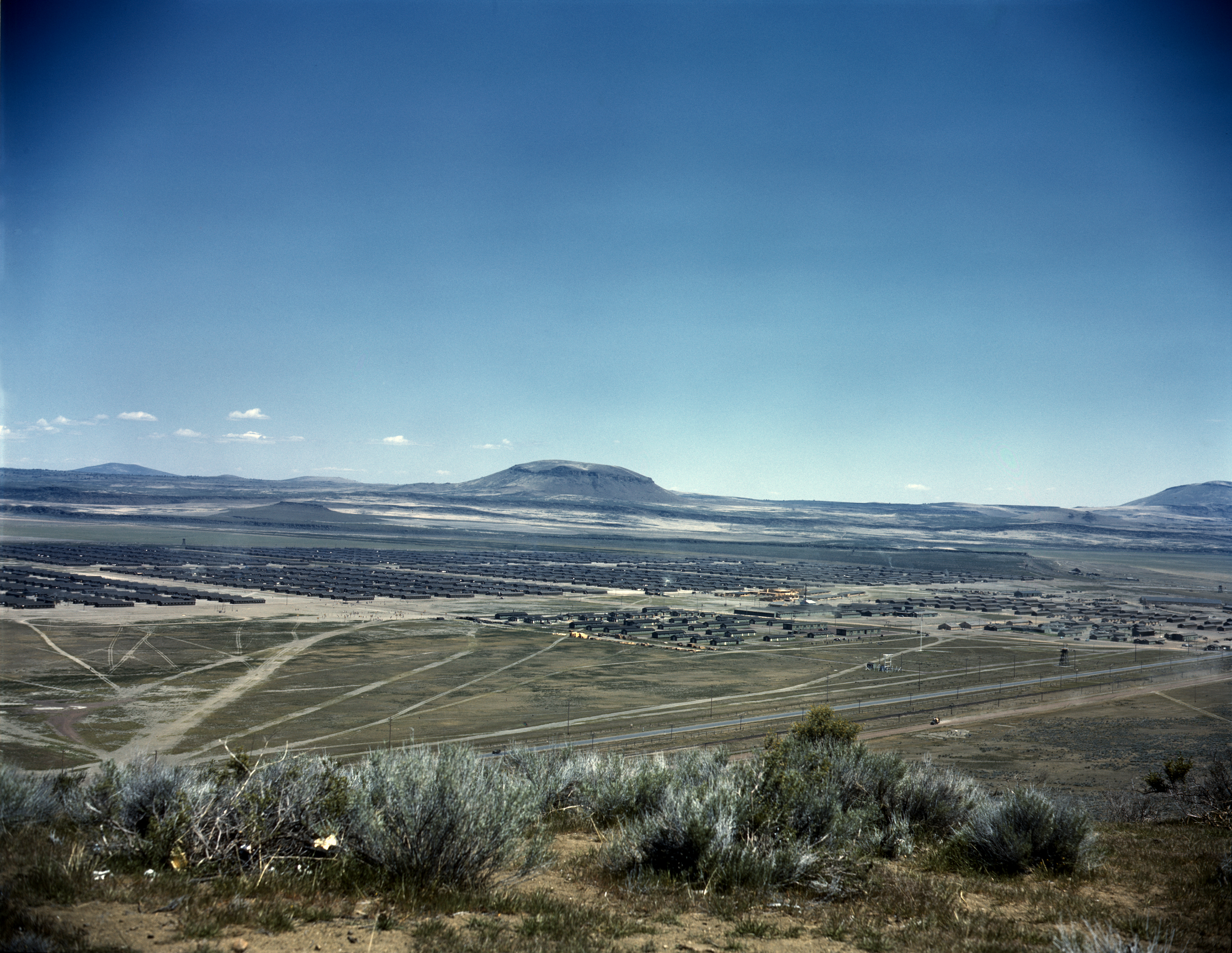
Das Tule Lake War Relocation Center

James Gui schrieb in Daily Bandcamp, das Album würde ein aufmerksames Ohr erfordern, um sich in den umfassenden Klang hineinzuversetzen. Es sei auch nicht das erste Mal, dass Shiroishi die Geschichte seiner Vorfahren beschwöre. Aber im Kontext einer Erkundung des Raums – insbesondere des negativen oder sogenannten „leeren“ Raums – erinnerten die feierlichen Töne des „Tule Lake Blues“ nicht nur an die verlassenen Häuser japanisch-amerikanischer Internierter, sondern auch an das „leere“ Land, auf die sie umgesiedelt wurden. Schließlich sei kein Land in Amerika wirklich leer, und Tule Lake war das größte Beispiel dafür, wie Land, das indigenen Amerikanern enteignet wurde, für die Inhaftierung während des Krieges umfunktioniert wurde. In den Wehklagen, die Shiroishi seinem Saxophon entlocke – manchmal erinnere es an eine Geige, manchmal an einen durchdringenden Schrei – „könnten wir die Politik des Raums und seine Entleerung hören; die Geschichte zweier Umzüge, von denen einer auf dem anderen beruhte.“
Der Ort, der nicht weit von Shiroishis Geburtsort entfernt liege, hätte die perfekte Mischung aus Stille und Raum geboten, ein riesiger, unnachgiebiger Betonriese, in dem sein Instrument herumhüpfen konnte, schrieb Will Schube im Flood Magazine. Hier gebe es keine Verwirrung, nur Meisterschaft. Es sei ein Album der Geduld, Schönheit, [gleichzeitig der] Härte und des Experimentierens.
Das Video und Singleauskopplung „If only heaven would give me another ten years“ sei eine vierminütige Solo-Saxofon-Reflexion, die wortlos die universelle menschliche Sehnsucht beschwöre, die Vergangenheit noch einmal zu erleben, schrieb Raphael Helfand (The Fader).
Ted Davis zählte das Album in Daily Bandcamp zu den besten Ambient-Veröffentlichungen des Monats und meinte, dass sich das Album in einer Grauzone zwischen den ruhigen und rauen Seiten von Shiroishis Werk befinde. Die Musik erwache eilig zum Leben, wenn Shiroishi mitten in der Nacht auf einem Parkhaus in Orange County improvisierte. Die Töne, die Shiroishi spiele, seien spärlich, doch die, die man höre, würden launisch und aufgeregt wirken. I was too young to hear silence sei eine bewusste Erkundung des negativen Raums und biete „eine faszinierende Momentaufnahme eines neu entdeckten Rockstars, der die Grenzen seiner Wurzeln im linken Feld überschreitet“.